# Daphnandra johnsonii
Espèce
Daphnandra johnsonii est une espèce de la famille des Atherospermataceae. Cette espèces est également dénommée Illawarra socketwood, c'est un rare arbre de la forêt tropicale dans le district de l'Illawarra de l'est de l'Australie.

## Habitat
On trouve cette espèce le plus souvent à moins de 150 mètres au-dessus du niveau de la mer sur des sols volcaniques dans la forêt tropicale subtropicale. On le trouve parfois à une altitude de 350 mètres au-dessus du niveau de la mer. Elle pousse souvent près des ruisseaux, ou sur des pentes d'éboulis rocheux secs, et dans les forêts perturbées et les lisières des forêts tropicales. Il est réparti de Berry à Scarborough dans l'Illawarra.

## Dénomination et taxonomie
Membre de l'ancienne famille du Gondwana Atherospermataceae, socketwood  de l'Illawarra est en danger d'extinction. Autrefois considérée comme la population la plus méridionale de Daphnandra micrantha, l'alchémille australienne, elle a été reconnue comme une espèce distincte. Le spécimen type a été collecté dans le district de l'Illawarra par Lawrence Alexander Sidney Johnson, d'après lequel l'espèce a été nommée par Richard Schodde. Le nom générique Daphnandra fait référence à une similitude des anthères du laurier : Le grec daphne fait référence au laurier, et andros homme. Le terme "socketwood" provient de l'espèce apparentée Daphnandra apatela, dont une des caractéristiques est que les plus grosses branches rejoignent le tronc principal dans ce qui ressemble à une articulation en forme de boule et de douille.

## Description
Daphnandra johnsonii est un arbre de taille petite à moyenne, atteignant environ 20 mètres de haut, un diamètre de tige de 3 cm, avec une couronne large et ombragée. Le tronc est de couleur beige, cylindrique avec peu de contreforts. On le voit parfois avec des feuilles de taillis à la base. L'écorce est assez lisse avec quelques pustules en relief de couleur plus foncée. Les rameaux sont assez épais avec des lenticelles, devenant plus larges et plus plats au niveau des nœuds. Les cicatrices foliaires sont évidentes. Les bourgeons foliaires ont des poils doux.

### Les feuilles
Les feuilles sont ovales ou elliptiques, de 6 à 12 cm de long, 1,5 cm à 6 cm de large avec une pointe à angle aigu. Les feuilles sont opposées sur la tige, très dentées, avec sept à neuf dents de chaque côté de la feuille. Le tiers inférieur de la feuille n'est pas denté. La distance entre la base de la feuille et la première denture est presque une ligne droite. La face inférieure de la feuille est d'un vert pâle brillant, tandis que la face supérieure est d'un vert foncé terne.
La nervation de la feuille est plus évidente sous la feuille. Les nervures latérales ne sont pas claires sur la face supérieure. La nervure centrale est surélevée sur les faces supérieure et inférieure de la feuille. Il y a six ou sept paires de nervures latérales. Les tiges des feuilles mesurent de 2 à 7 mm de long et sont lisses. Les vieilles feuilles pâlissent et jaunissent sur la tige.

#### Comparaison des feuilles avec celles du sassafras commun
Les feuilles de Daphnandra johnsonii sont similaires à celles du sassafras commun (Doryphora sassafras). Il y a une ou deux dents par centimètre sur le bois de douille de l'Illawarra, et la nervure centrale est relevée au-dessus et en dessous. Les veines latérales du sassafras commun forment un angle moins aigu que celles du sassafras de l'Illawarra. Les nervures latérales de l'Illawarra socketwood forment un angle aigu d'environ 40 degrés par rapport à la nervure centrale de la feuille.
L'odeur de la feuille est plus faible et plus "savonneuse" sur le bois de douille de l'Illawarra. Les feuilles du sassafras commun sont plus aromatiques, généralement moins grossièrement dentées, et la nervure centrale est enfoncée sur la surface supérieure. Les feuilles du sassafras commun sont plus épaisses et plus lourdes au toucher.

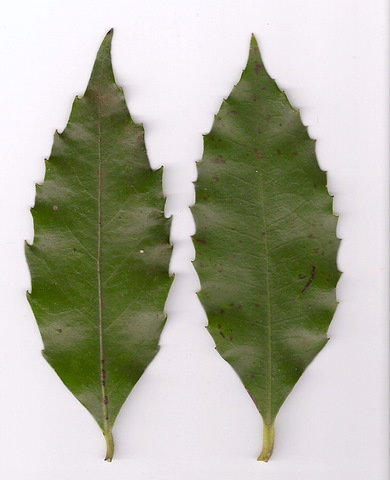
Feuille de Illawarra socketwood (gauche), sassafras commun (droite)
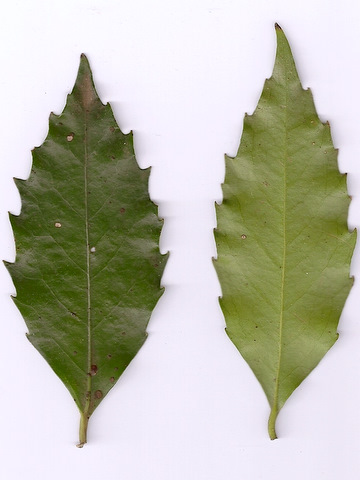
Illawarra socketwood, feuilles scannées de haut en bas
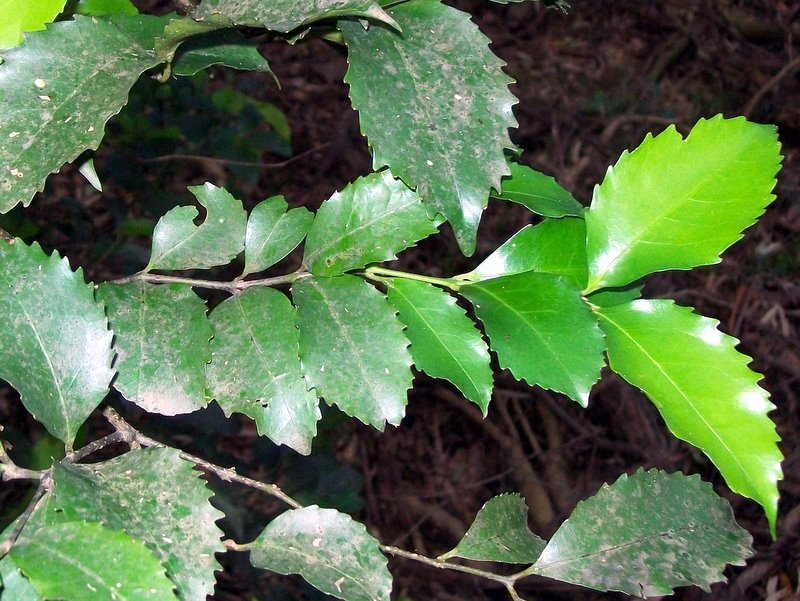
Illawarra socketwood, feuilles de taillis
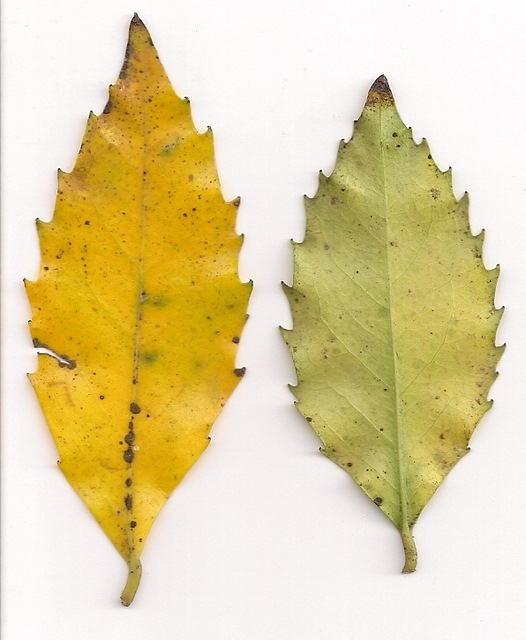
Illawarra socketwood, vieilles feuilles

### Fleurs et fruits
De minuscules fleurs apparaissent au printemps sur de longues tiges florales. Les fleurs sont blanches avec des marges rouges rosées, formant des panicules ou des racèmes de 3 à 8 cm de long.Les sépales et les pétales mesurent environ 1 à 3 mm.La capsule fructifère est ligneuse et glabre, d'environ 15 à 20 mm de long, s'ouvrant en deux sections. Les graines matures sont plumeuses.

#### Régénération
Les graines saines germent facilement dans le mois qui suit le semis.
Les plantes ne produisent souvent pas de fruits fertiles dans la nature et ces fruits sont plus courts et plus ronds que les fruits viables. Ces fruits courts semblent être gaulés et ne contiennent pas de graines, mais ils contiennent de nombreux poils soyeux ou des panaches qui sont normalement attachés aux graines. Certains arbres présentent un mélange de fruits courts et galbés et de fruits longs et fertiles. La plupart des arbres semblent ne produire que des fruits à galles et les arbres qui ne produisent que des fruits fertiles sont rares.
Daphnandra johnsonii a également une capacité limitée à coloniser de nouvelles zones. Sa principale stratégie de survie réside dans sa capacité à pousser à la base et à faire du taillis.

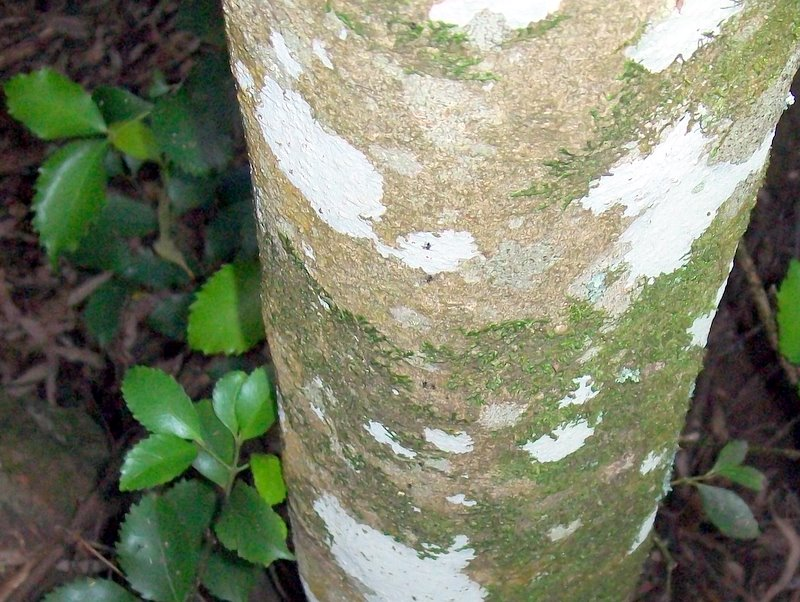
Daphnandra johnsonii, tronc et feuilles de taillis, Illawarra, NSW

.

## Conservation
La plupart des 41 sites colonisent de nouvelles zones. Sa principale stratégie de survie réside dans sa capacité à pousser de la base et à faire du taillis, est actuellement menacée par le défrichement pour l'agriculture, l'expansion urbaine, les animaux sauvages, les mauvaises herbes, l'utilisation inappropriée du feu et des herbicides, l'exploitation des carrières et la construction de routes. Seules deux petites populations sont conservées dans le système de réserves. Les populations les plus importantes et les plus saines se trouvent sur des propriétés privées.

## Systématique
Le nom correct complet (avec auteur) de ce taxon est Daphnandra johnsonii Schodde.